# Emma Härdelinová
Emma Härdelinová (nepřechýleně Härdelin, * 26. září 1975) je švédská hudebnice, houslistka a zpěvačka. Zpívá ve folk rockové hudební skupině Garmarna, ke které se připojila v roce 1993. Je také zpěvačkou ve folkové hudební skupině Triakel.
Je dcerou švédského houslisty Thore Härdelina. Vyrůstala v Kluku v kraji Jämtland a ve městě Delsbo v Hälsinglandu. Chodila na Waldorfskou školu a studovala zpěv na folkhögskole v Malungu pod vedením Marie Röjåsové. V roce 1993 se stala členkou kapely Garmarna a v roce 1995 založila spolu s Kjell-Erik Erikssonem a Janne Strömstedtem skupinu Triakel.
V roce 2004 se objevila na albu About a Burning Fire skupiny Blindside. V roce 2005 vydala spolu s Kersti Ståbi, Johannou Bölja Hertzbergovou a Katarinou Hallbergovou album Kärleksbrev och ryska satelliter. V roce 2007 vydala album se skupinou String Sisters.